# 초칠어
초칠어(Tzotzil, 초칠어: Batsʼi kʼop [ɓatsʼi kʼopʰ]는 마야인의 일파인 초칠족이 사용하는 언어이다. 마야어족에 속하며, 주로 멕시코의 치아파스주에서 쓰인다.